# Hisamuddin di Selangor
Il capitano di gruppo Hisamuddin Alam Shah ibni Almarhum Sultan Alaiddin Sulaiman Shah (Kuala Langat, 13 maggio 1898 – Kuala Lumpur, 1º settembre 1960) è stato sultano di Selangor dal 1933 al 1960 e Yang di-Pertuan Agong di Malaya nel 1960.

## Origini, istruzione e carriera iniziale
Hisamuddin di Selangor nacque il 13 maggio 1898 a Kuala Langat. Era il figlio primogenito del sultano Alaeddin Sulaiman Shah, figlio del defunto Raja Muda Musa (1893 - 1938) e della signora Cik Puan Hasnah binti Pilong, una borghese. Chiamato alla nascita, Alam Shah Tengku, non ci si aspettava che diventasse sultano, avendo due fratellastri maggiori.
Educato al Collegio Malese Kuala Kangsar, fu determinante nella creazione del Malay College Old Boys Association (MCOBA), nel 1929. Nel 1931, venne nominato Tengku Laksamana di Selangor, avendo precedentemente lavorato come Tengku Panglima Raja.

## Controversia sulla successione
Alaeddin Sulaiman Shah aveva molti figli, i suoi primi tre in ordine cronologico erano Tengku Musa Eddin, Tengku Badar Alam Shah e Tengku Shah. I primi due erano figli della sua consorte reale, Tengku Ampuan Maharum binti Tengku Dhiauddin, della casa reale di Kedah. Nel 1903, Tunku Musa Eddin venne nominato Tengku Mahkota e promosso a Raja Muda o erede nel 1920.
Tuttavia, su consiglio del residente britannico locale, Theodore Samuel Adams, Tengku Musa Eddin venne rimosso dal ruolo di Raja Muda nel 1934 per un presunto "comportamento scorretto". Adams aveva accusato Musa Eddin di essere spendaccione e perdigiorno, con un debole per il gioco d'azzardo. Tuttavia, molti malesi a Selangor credevano che il vero motivo per il licenziamento di Tengku Musa Eddin era il suo rifiuto di seguire gli ordini di Adams.
Sebbene il sultano Sulaiman avesse chiesto una revisione del caso di Tengku Musa Eddin (chiedendo al Segretario di Stato per le Colonie di discutere la questione direttamente con lui a Londra), Tengku Alam Shah venne invece proclamato Raja Muda o erede al trono, sorpassando il fratellastro Tengku Badar. La nomina è avvenuta il 20 luglio 1936.

## Primo regno
Tengku Alam Shah fu proclamato sultano il 4 aprile 1938, quattro giorni dopo la morte di suo padre. Il 26 gennaio 1939, fu incoronato all'Istana Mahkota Puri di Klang. Tengku Musa Eddin, ha presieduto la cerimonia.

## Occupazione giapponese
Il 15 gennaio 1942, il colonnello Fujiyama, governatore militare giapponese di Selangor, invitò il sultano a presentarsi presso il comando generale nella capitale. In un interrogatorio con il maggior-generale Minaki, il sultano confessò di aver fatto discorsi a sostegno degli sforzi di guerra inglesi, convinto dal residente britannico. In seguito, gli fu ordinato di cedere le insegne del potere a suo fratello maggiore, Tengku Musa Eddin, l'ex principe ereditario, che prese il nome di Musa Ghiatuddin Riayat Shah.
Hisamuddin Alam Shah rifiutò di lavorare con i giapponesi e nel 1943, lasciò il sultanato con la famiglia.

## Secondo regno

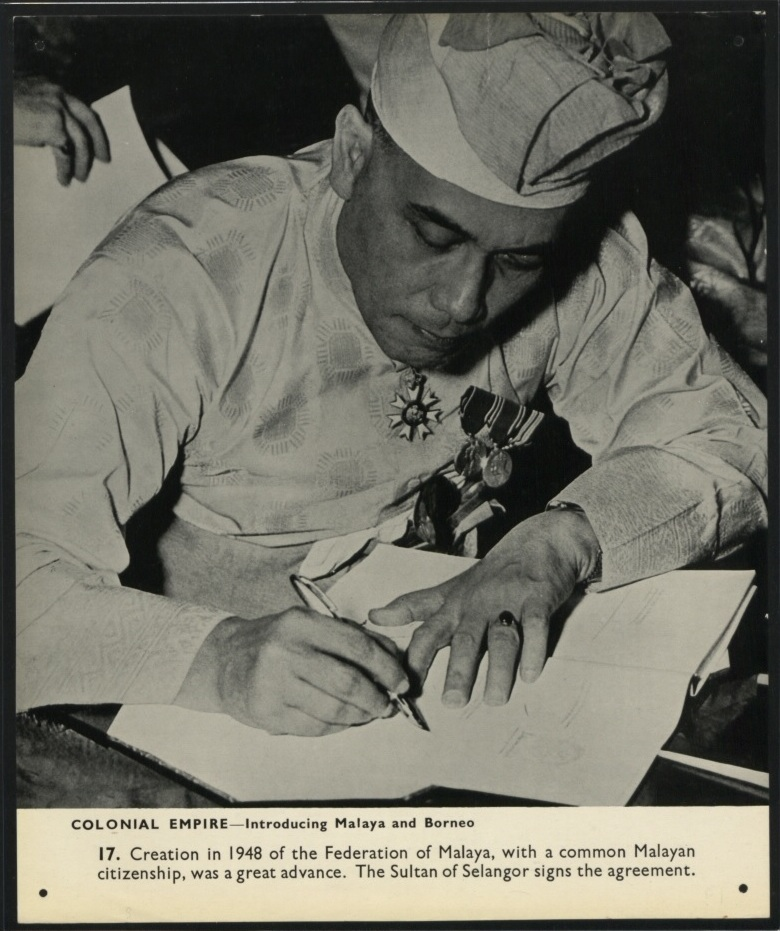
Hisamuddin di Selangor firma l'Accordo sull'Unione malese e l'Accordo di Stato alla King's House di Kuala Lumpur il 21 gennaio 1948.

Il ritorno degli inglesi finalmente riportò Hisamuddin Alam Shah di nuovo sul trono, mentre l'ex sultano Musa fu esiliato alle Isole Cocos. Anche se aveva firmato il trattato istitutivo dell'Unione malese, come tutti gli altri governanti del paese, in seguito lo ripudiò e diede aperto sostegno allo sforzo nazionalista di rovesciare il piano.
Il 1º marzo 1946, Alam Shah officiò il Congresso di Unità Malese, presso il suo club nella capitale, evento strumentale per la creazione dell'Organizzazione Nazionale degli Stati Malesi. Il Congresso fu organizzato dalla Selangor Malay Society (PMS), che aveva come presidente lo studioso Zainal Abidin Ahmad (Za'ba), un critico del dominio coloniale britannico.

## Elezione a Vice Yang di-Pertuan Agong
Il 3 agosto 1957 con otto voti contro uno, Alam Shah venne eletto vice Yang di-Pertuan Agong della Malesia indipendente.

## Elezione a Yang di-Pertuan Agong
Alam Shah fu eletto secondo Yang di-Pertuan Agong della Federazione della Malesia (l'attuale Malesia prima dell'adesione del Borneo del Nord, di Sarawak e di Singapore nel 1963). Il suo mandato iniziò il 14 aprile 1960. Il 30 luglio 1960 proclamò la fine dell'emergenza in Malaya.

## Morte e funerale
Hisamuddin Alam Shah morì di una malattia non identificata nell'Istana Tetamu di Kuala Lumpur il 1º settembre 1960, a 62 anni, il giorno fissato per la sua installazione ufficiale. Fu sepolto nel Mausoleo Reale vicino alla Moschea Sultan Sulaiman a Klang, il 3 settembre 1960.
Come sultano di Selangor, gli succedette il figlio, Tengku Abdul Aziz Shah, che prese il nome di Salahuddin Abdul Aziz Shah. Egli più tardi divenne l'undicesimo Yang di-Pertuan Agong e morì mentre era in carica come suo padre.

## Vita personale
Hisamuddin Alam Shah si sposò tre volte:
- nel 1920 con Raja Jema'ah binti Raja Ahmad (1900 - 1973), membro di un ramo cadetto della famiglia reale di Selangor, che servì come Tengku Ampuan di Selangor e Raja Permaisuri Agong e da cui nacque Tengku Abdul Aziz Shah;
- nel 1927 con Kalsom binti Mahmud (1913 - 1990), da cui nacquero Tengku Badli Shah, Tengku Azman Shah, Tengku Ismail Shah, Tengku Hajah Raudzah, Tengku Bariah e Tengku Taksiah.
- in un anno non noto con Raja Halija binti Paduka Sri Sultan Sir Idris Murshid al-Azzam Shah Rahmatu'llah.

## Onorificenze[6]

### Onorificenze malesi
Personalmente è stato insignito del titolo di: